# Шейла Фарінья
Шейла Фарінья (ісп. Sheyla Fariña; нар. 12 листопада 1986, Тордойя, Іспанія) — іспанська театральна та кіноакторка. 

## Біографія
Шейла Фарінья народилася 12 листопада 1986 року у Тордойї. Закінчила Вищу школу драматичного мистецтва (Віго) (2013), але за кілька років до цього вона зіграла Ксандру, одну з героїнь теленовели «Вальдеррей». Працювала в театральній трупі "Libélula". У 2015 році зіграла Мануелу в серіалі "Вулиця Акація, 38".

## Телебачення
- Valderrei (2007)
- Augasquentes (2016)